# Eucalyptus beaniana
Eucalyptus beaniana ist eine Pflanzenart innerhalb der Familie der Myrtengewächse (Myrtaceae). Sie kommt nur an zwei Standorten im Südosten von Queensland vor und wird dort „Bean's Ironbark“ genannt.

## Beschreibung

### Erscheinungsbild und Blatt
Eucalyptus beaniana wächst als mittelgroßer Baum, der Wuchshöhen von 14 bis 22 Meter erreicht. Die Borke verbleibt am Stamm und den größeren Ästen, ist grau-schwarz, hart und längs gefurcht. An Zweigen die dünner als etwa 4 cm im Durchmesser sind, ist die Rinde glatt und weiß.
Bei Eucalyptus beaniana liegt Heterophyllie vor. Die auf Ober- und Unterseite gleichfarbig seidenmatt grünen, etwas hängenden Laubblätter an erwachsenen Exemplaren sind bei einer Breite von 0,8 bis 1,5 cm schmal-lanzettlich. Die Keimblätter (Kotyledone) sind verkehrt-nierenförmig.

### Blütenstand und Blüte
In endständigen Blütenständen stehen mehrere Blüten zusammen. Die gestielten Blütenknospen sind bei einer Länge von 6 bis 7 mm und einem Durchmesser von 2 bis 3 mm eiförmig. Die Kelchblätter bilden eine Calyptra, die früh abfällt.

### Frucht
Die Frucht ist bei einer Länge von 5 bis 6 mm becher- oder trichterförmig und vier- bis fünffächerig. Die Fruchtfächer sind auf Höhe des Randes oder stehen hervor.

## Vorkommen und Gefährdung
Eucalyptus beaniana kommt nur in der Isla Gorge und in einem Staatsforst nordöstlich der Baroondah-Station vor. Beide Standorte liegen im südöstlichen Queensland, nordwestlich der Ortschaft Taroom am Leichhardt Highway.
Eucalyptus beaniana wächst zusammen mit anderen Eukalyptusarten auf flachen, sandigen Böden über quarzhaltigem Sandstein.
Eucalyptus beaniana wurde von der australischen Regierung als „vulnerable“ = gefährdet eingestuft. Einer der beiden Standorte liegt nicht in einem Schutzgebiet, sondern in einem Staatsforst, wo Holzeinschlag betrieben wird. Auch die Verbreiterung der dortigen Straßen und Wege könnte diesen Bestand gefährden.

## Taxonomie
Die Erstbeschreibung von Eucalyptus beaniana erfolgte 1991 durch Lawrence Alexander Sidney Johnson und Kenneth D. Hill unter dem Titel Systematic studies in the eucalypts – 4. New taxa in Eucalyptus (Myrtaceae) in Telopea, Volume 4, Issue 2, S. 330–332, Figures 8, 9 (map). Das Typusmaterial weist die Beschriftung QUEENSLAND: Isla Gorge Lookout, to W of carpark (25° 12’ S, 149° 58’ E), K. Hill 1231, L. Johnson & A. Bean, 24 Aug. 1984 (holo NSW; iso BRI, FRI, K, MEL, PERTH) auf. Das Artepitheton beaniana weist, ebenso wie der englische Trivialname, auf einen der Sammler des Typusmaterials, den Botaniker Anthony Bean, hin.